# Robert van Gulik

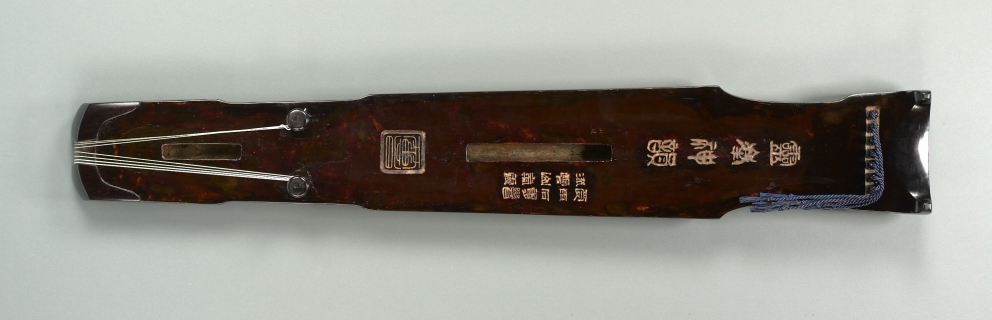
Guqin (anvers)

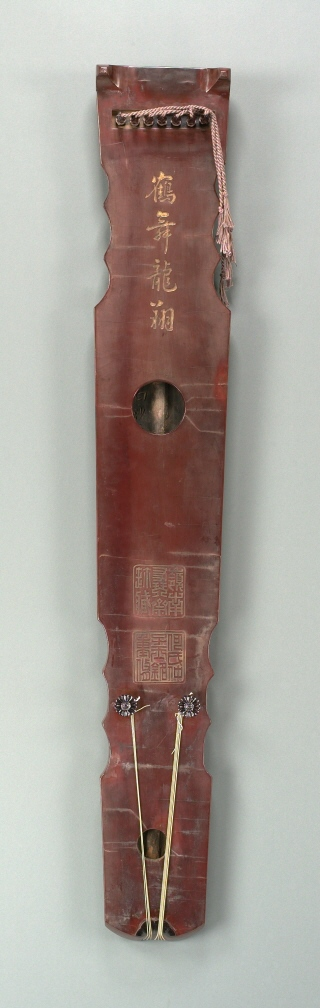
Guqin (revers)

Robert Hans van Gulik (en xinès: 髙羅佩 i en pinyin: Gāo Luópèi) fou un orientalista, sinòleg, diplomàtic, escriptor en diverses llengües i músic (enamorat de l'instrument xinès guqin); nascut el 9 d'agost de 1910 a Zutphen i mort el 24 de setembre de 1967 a la Haia.
Fill d'un metge militar neerlandès destinat a les Índies Orientals Neerlandeses (en l'actualitat Indonèsia), de nen va viure a l'illa de Java. Allí va aprendre llengües indonèsies i es va iniciar en el xinès mandarí que va continuar estudiant mitjançant cursos particulars a Holanda. El 1928 col·labora amb la revista sinoneerlandesa “China”. Matriculat a la Universitat de Leyde estudia dret colonial, perfecciona el xinès i estudia japonès. A la Universitat d'Utrecht va aprendre el sànscrit i el tibetà. El 1935 es doctora i gràcies els seus coneixements i el seu poliglotisme obté un càrrec diplomàtic al Japó. Residia a Tòquio quan aquest país, el 1941, va declarar la guerra i als Estats Units (i per tant als aliats que lluitaven a Àsia) però l'any següent va ser evacuat amb altres diplomàtics i va passar la resta de la Segona Guerra Mundial com a membre de la missió neerlandesa davant el govern nacionalista de Chiang Kai-shek a Chongqing. Es casa el 1943 amb Shui Shifang, filla d'un mandarí de la darrera dinastia imperial. Van tenir quatre fills.
Acabada la guerra va tornar als Països Baixos, des d'on viatja als Estats Units com a canceller de l'ambaixada neerlandesa a Washington DC. Va tornar a visitar Japó el 1949 on va romandre allí els quatre anys següents, on va publicar els seus dos primers llibres. Addicte al tabac va morir a conseqüència d'un càncer, a Holanda als 57 anys. Ha estat també diplomàtic a l'Índia, Indonèsia, Líban i Corea.